# John Severin
John Powers Severin ([/ˈsɛvərɪn/]), född 26 december 1921 i Jersey City, USA, död 12 februari 2012 i Denver, USA, var en amerikansk serieskapare. Han är känd för sitt arbete för EC Comics, Marvel Comics, Cracked samt att han var en av de första illustratörerna i Mad Magazine.

## Galleri

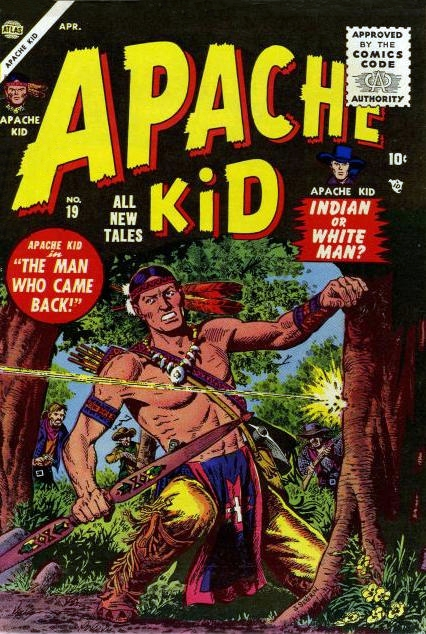
Framsida till Apache Kid nummer 19 (1956).
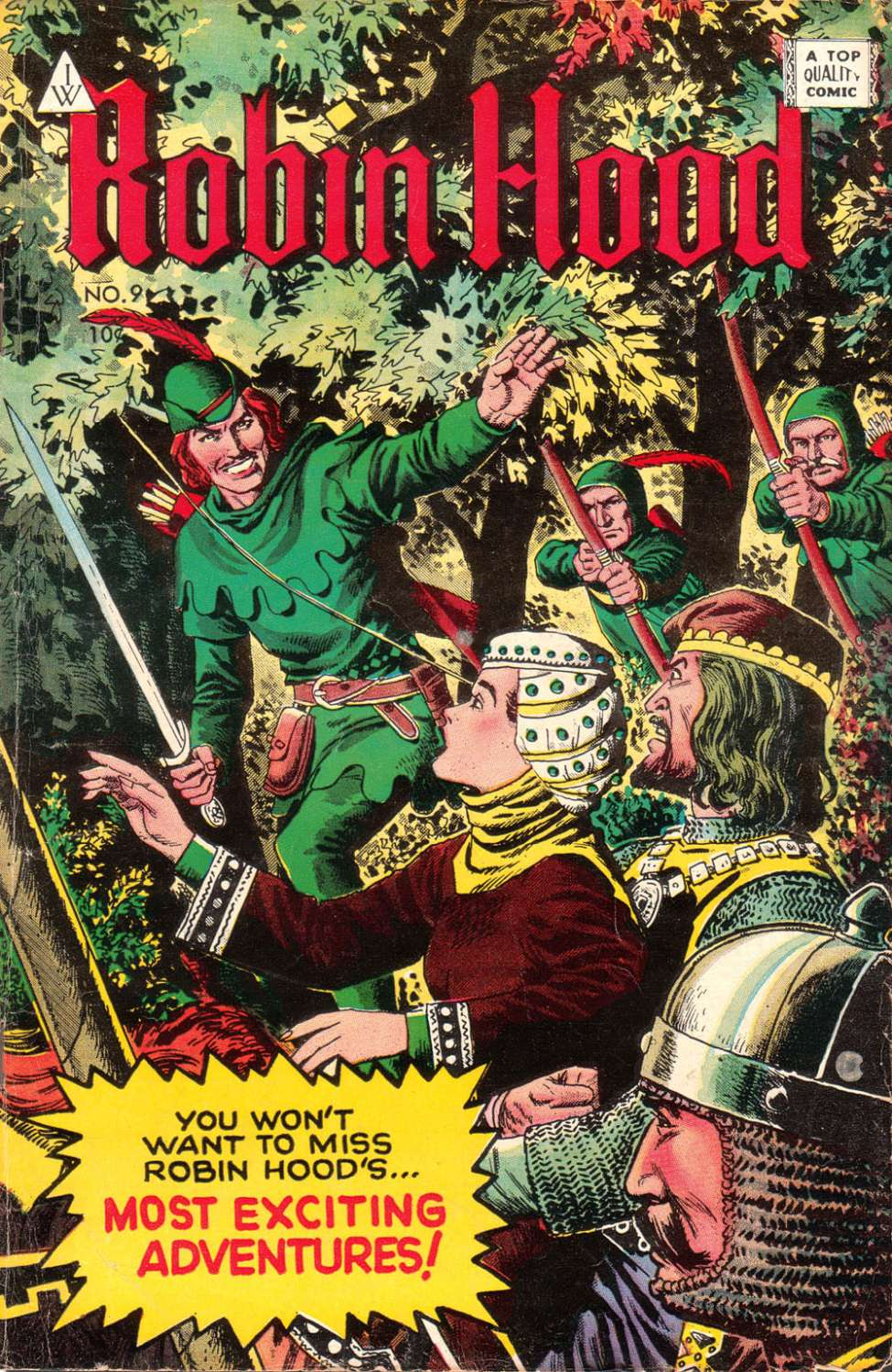
Framsida till Robin Hood nummer 9 (1958).